# Показник кольору
Показни́к ко́льору або колор-індекс — різниця між зоряними величинами зорі у двох різних спектральних смугах, перша з яких має меншу довжину хвилі. Показник характеризує температуру зорі, тобто, її колір. Зі збільшенням показника кольору температура зменшується.

## Історія
Поняття запроваджено Карлом Шварцшильдом[джерело?] на початку XX сторіччя. Тоді в астрономічних спостереженнях почали широко застосовувати фотографію, і виявилося, що на фотоплатівках зоряні величини були іншими, ніж під час візуальних спостережень. Справа в тому, що людське око виявляє найбільшу чутливість до світла з довжиною хвилі близько 5550 Å (жовто-зелене світло), а максимум чутливості використовуваних тоді несенсибілізованих фотоплатівок припадав на довжину хвилі близько 4000 Å (синє світло).
До 50-х років 20 століття найуживанішим був так званий інтернаціональний показник кольору (CI, від англ. Color Index), що являє собою різницю між фотографічною та візуальною зоряними величинами. У сучасній астрономії широкого застосування набули показники кольору, що являють собою різницю між зоряними величинами в спектральних смугах системи UBV: показник кольору U—B — між ультрафіолетовою (U) та синьою (B) смугами і показник кольору B—V — між синьою та візуальною (V, жовто-зеленою) смугами. Поширення системи UBV на червону та інфрачервону ділянки (R, I) дозволяє отримати інші показники кольору, наприклад V—R, V—I тощо. Для системи UBV (та інших похідних фотометричних систем) визначено, що показники кольору дорівнюють нулю для зір спектрального класу А0V. Таким чином для зір ранніх спектральних класів (O, B) показники кольору від'ємні, а для пізніх спектральних класів (F, G, K, M) — додатні. В інших фотометричних системах нуль-пункти показників кольору можуть бути іншими.
Показники кольору застосовуються для вивчення міжзоряного поглинання світла, природи й еволюції зір і зоряних систем та інших об'єктів[джерело?].

## Узагальнення[джерело?]
Нехай маємо дві фотометричні смуги, наприклад B і V або U та R, або, в загальному випадку, будь-яку смугу з номером {\displaystyle i} та кривою реакції Тj'(λ) та іншу смугу з номером {\displaystyle j} та кривою реакції Тj'(λ). Нехай маємо дві зорі, друга з яких — стандарт із відомими величинами m2,i та m2,j. Якщо G1,i та G1,j — відгук пристрою на випромінювання другої зорі (стандарту), то для першої зорі маємо:
{\displaystyle m_{1,i}=-2,5\lg \,G_{1,i}+(m_{2,i}+2,5\lg \,G_{2,i})}
{\displaystyle m_{1,j}=-2,5\lg \,G_{1,j}+(m_{2,j}+2,5\lg \,G_{2,j})};
віднімаючи друге рівняння від першого, отримуємо:
{\displaystyle m_{1,i}-m_{1,j}=-2,5\lg \;G_{1,i}+2,5\lg \;G_{1,j}+{\text{const}}_{i}-{\text{const}}_{j}=-2,5\lg \;G_{1,i}+2,5\lg \;G_{1,j}+{\text{const}}_{i,j}}
Різниця між зоряними величинами, які виміряно в двох фотометричних смугах, і є показником кольору. Стала consti, j визначається зі спостережень. Здебільшого вважають[хто?], що для непочервонілих зір спектрального класу А0 головної послідовності, зоряні величини в усіх фотометричних смугах однакові, тобто, усі можливі показники кольору для них дорівнюють нулю.
Якщо спостереження здійснюються в n фотометричних смугах, то з отриманих зоряних величин можна скласти n(n-1)/2 різних показників кольору, з яких n-1 будуть незалежними.

## Міжзоряне поглинання
У міжзоряному середовищі короткохвильове світло поглинається сильніше за довгохвильове (наприклад, синє світло поглинається більше за червоне). Це явище аналогічне до почервоніння Сонця біля горизонту. Внаслідок нього показники кольору деяких зір, особливо далеких, збільшуються. Вільні від поглинання показники кольору називають нормальними. Показники кольору, змінені міжзоряним поглинанням, називають почервонілими. Кількісною характеристикою міжзоряного поглинання є надлишок кольору.